# Karmel St. Joseph (Bonn)

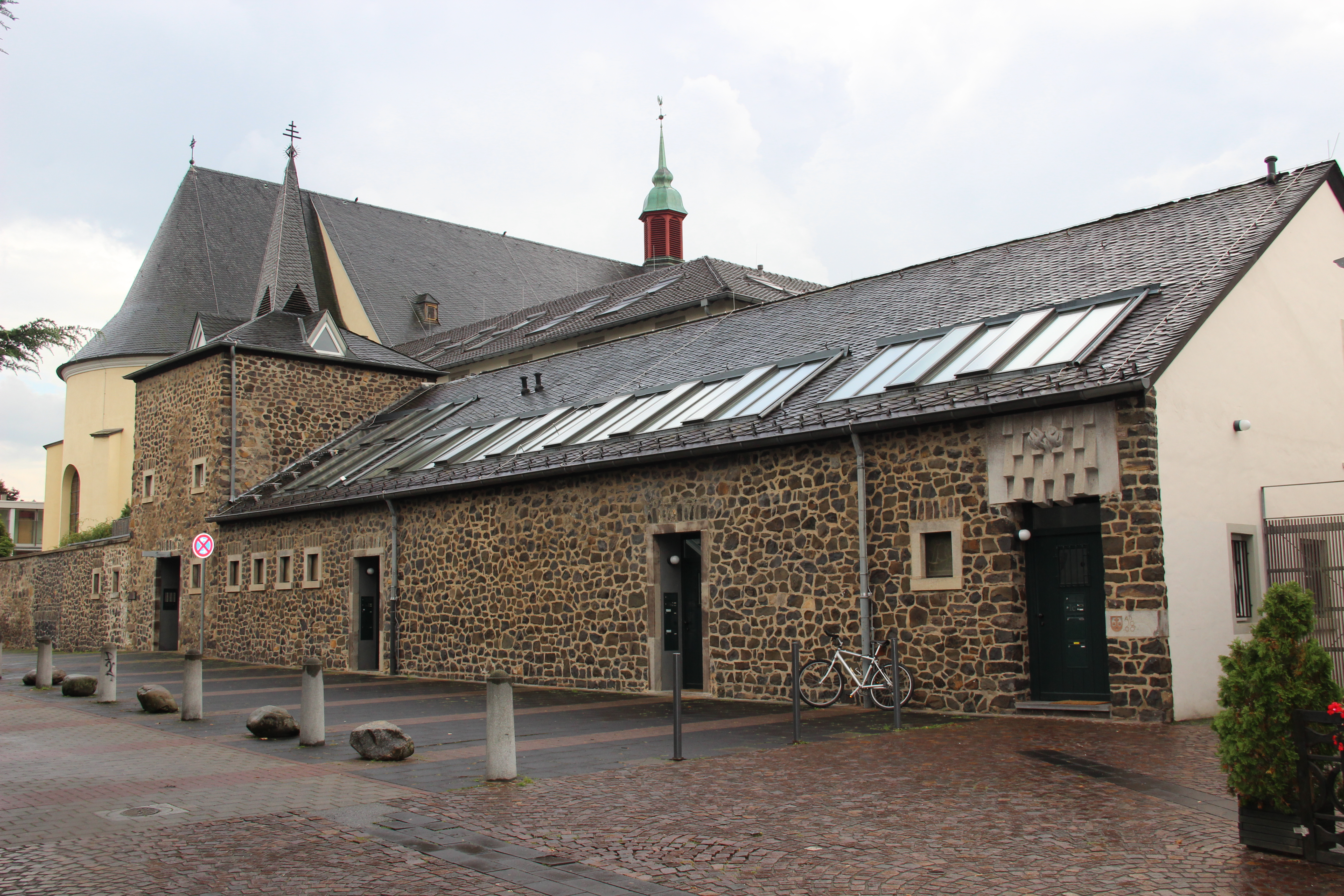
Teil der Klausurmauer an der Ostseite mit Zugang durch einen Turmbau sowie einem ehemaligen Wirtschaftsgebäude

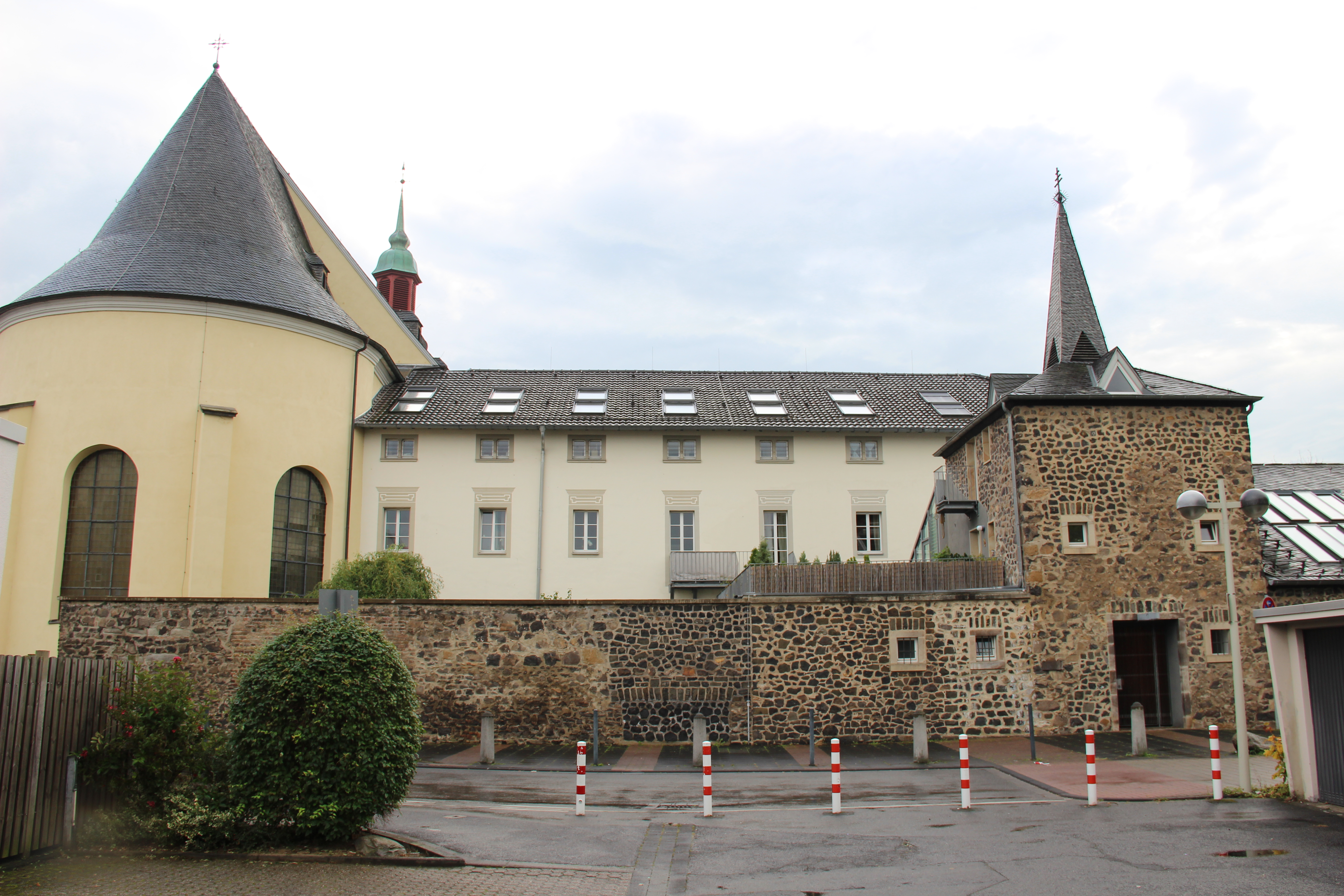
Das ehemalige Klostergebäude, das sich an die Kirche St. Adelheid am Pützchen (links) anschließt

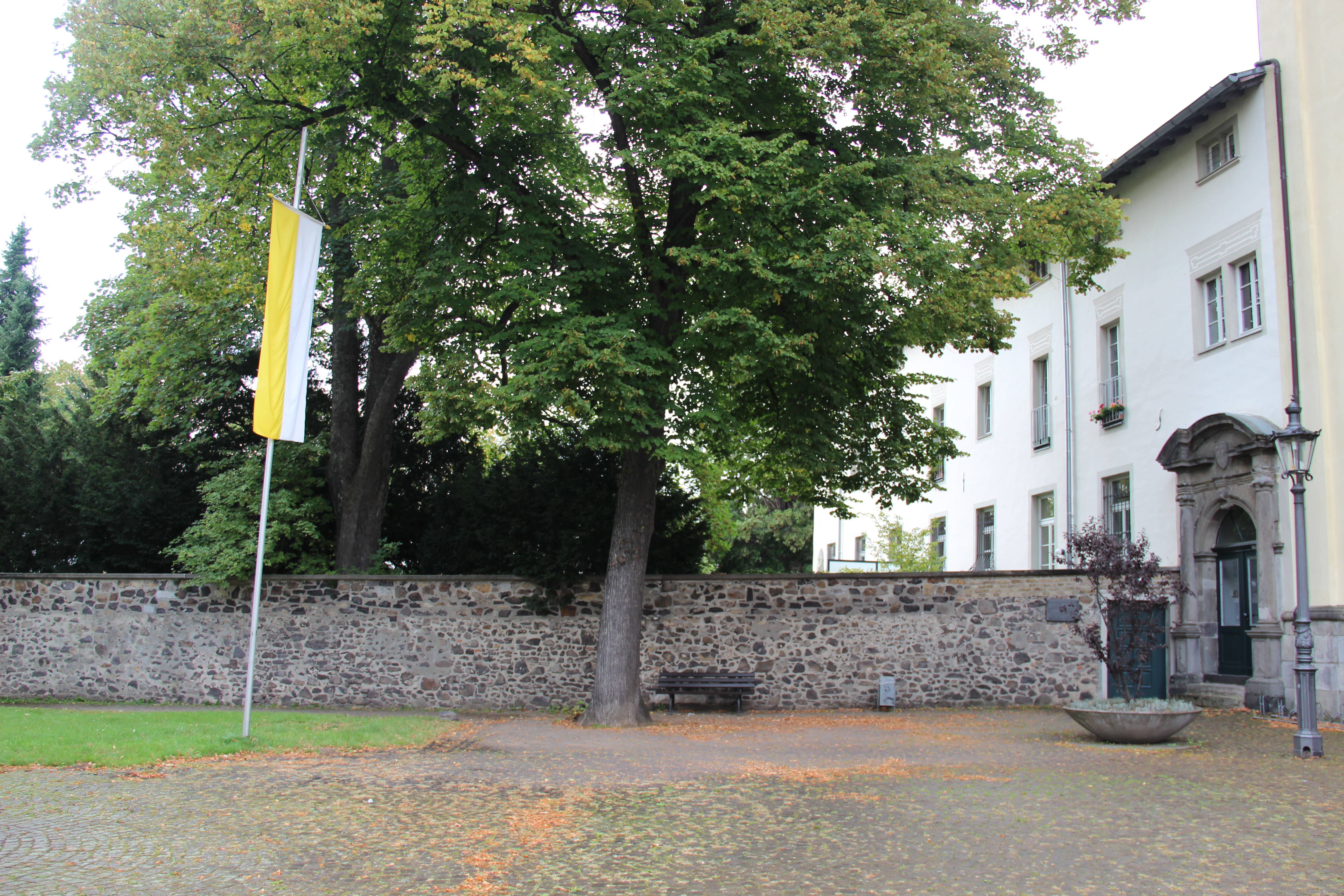
Frühere Klostenpforte an der Westseite, neben der Kirche

Der Karmel St. Joseph im Bonner Ortsteil Pützchen-Bechlinghoven ist ein ehemaliges Kloster der Unbeschuhten Karmelitinnen. Das Konventsgebäude ist gegenwärtig Teil einer Wohnanlage, die im Rahmen eines gemeinschaftlichen Wohnprojektes entstand. Es befindet sich in der Karmeliterstraße 1 und steht seit 1998 unter Denkmalschutz.

## Geschichte
Nachdem im Laufe der Kriege des 16. und 17. Jahrhunderts (Truchsessischer Krieg/Dreißigjähriger Krieg) die Reliquien der ersten Äbtissin des St.-Adelheidis-Stifts in Vilich, der hl. Adelheid, verloren gingen, wurde um 1650 der Adelheidis-Brunnen in Pützchen zum Ziel von Adelheidis-Wallfahrten. Die an der Quelle errichtete Kapelle St. Adelheidis wurde zunächst (ab 1679) von Eremiten betreut. Im Jahr 1688 übertrug der kurpfälzische Pfalzgraf Johann Wilhelm von Pfalz-Neuburg diese Wallfahrtskapelle den Unbeschuhten Karmeliten. Zwischen 1703 und 1706 ließ der Generalkommissar der niederrheinischen Provinz der Karmeliten, P. Florentius, hier nach Entwässerung des feuchten Terrains einen Konvent errichten, der später um die Kirche St. Adelheid am Pützchen erweitert wurde. Der Gründungskonvent bestand aus zwölf Priestern und vier Laienbrüdern. Während der Kriegshandlungen in den 1790er Jahren wurde das Kloster von der französischen Armee als Lazarett genutzt.

### Säkularisation
Am 12. September 1803 erfolgte die Aufhebung des Klosters im Rahmen der Säkularisation, 1804 wurden die Karmeliten aus dem Kloster vertrieben. Der Bergmeister und Unternehmer Leopold Bleibtreu erwarb 1825 das Kloster; in den Jahren vorher hatte er die Anlage bereits gepachtet. Bleibtreu hatte in der Umgebung des Klosters Kohle abgebaut und ab 1805 hier zunächst in Meilern verkokt und ab 1806 zu Alaun verarbeitet. 1847 kaufte der preußische Staat das Kloster zurück, um hier bis 1863 eine Korrektionsanstalt („Detentionsanstalt für verkommene Weibspersonen“) zu unterhalten.

### Heilanstalt Pützchen
1866 mietete der Arzt Leopold Besser das ehemalige Kloster, um dort die „Private Irrenanstalt Dr. Besser“, eine Einrichtung für Geisteskranke, zu führen. Im Jahr 1873 erwarb der Arzt die Gebäude. Ein Brand beschädigte Mitte der 1880er Jahre das Kloster und die angrenzende Kirche schwer. Bis 1890 erfolgte der Wiederaufbau. Von da an übernahm der Arzt Alfred Peipers bis 1920 die Leitung der als „Dr. Guddensche Heilanstalt“ bezeichneten Einrichtung, die in den alten Klostergebäuden sowie in zahlreichen Neubauten auf einem angrenzenden Gelände untergebracht waren.

### Erneut Kloster
In Folge erwarb die Gesellschaft vom Heiligen Herzen Jesu (Sacré-Cœur) das Kloster.
Sie gründete 1920 mit 24 Internatsschülerinnen in einem Teil der Klosteranlage das Sankt-Adelheid-Gymnasium, das 1925 in ein neu errichtetes Gebäude an der Pützchens Chaussee umzog. 1926 erfolgte der Verkauf des Klosters an die Unbeschuhten Karmelitinnen aus Köln, die hier den Karmel St. Josef begründeten. Die erste Priorin des Konvents war Sr. Maria von den Engeln Troost (1858–1934). 1941 hob die Gestapo das Kloster innerhalb weniger Stunden auf und richtete in den Räumlichkeiten eine Reservelazaretteinheit als Teil des „Reservelazaretts Pützchen“ ein. Kurz vor der Auflösung waren noch aus einem Luxemburger Konvent vertriebene Mitschwestern aufgenommen worden. Die aus Pützchen vertriebenen Schwestern begründeten einen Karmel in Bütgenbach.
Nach dem Krieg kehrten die Karmelitinnen nach Pützchen zurück. Von Pützchen aus wurde 1948 der Karmel St. Gabriel in Hainburg und 1964 der Karmel Heilig Blut in Dachau gegründet.
Am 11. Februar 1949 fand im Karmel die katholische Bischofskonferenz unter ihrem Vorsitzenden, dem Kölner Erzbischof Joseph Frings, statt.
1998 verkauften die Karmelitinnen das Kloster in Pützchen und zogen nach Dorsten-Lembeck, um dort den Karmel St. Michael zu gründen. Das Bonner Klostergebäude war für den Konvent, der aus elf Schwestern bestand und zu dieser Zeit Nachwuchsprobleme hatte, zu groß geworden. Im Herbst 2013 zog die Gemeinschaft von Dorsten dann in das ehemalige Klarissenkloster in der Milanstraße 1/3 nach Hannover um.

### Wohnprojekt
Das Kloster mit seinem rund 11.000 Quadratmeter großen Gelände wurde von einem Architektenbüro erworben und Bestandteil eines gemeinschaftlichen Wohnkonzeptes, das aus der klösterlichen Altbausubstanz und Neubauten auf dem Gelände besteht. Die Bauarbeiten begannen 1998. Im August 2000 wurde der das Projekt tragende Verein „Gemeinsames Wohnen Karmelkloster e.V.“ gegründet und die ersten 21 Wohneinheiten im alten Klostergebäude fertiggestellt. Im Klostergarten entstanden in der Folge parallel zur Klostermauer 16 kubische Reihenhäuser. Schließlich wurde bis zum Jahr 2003 auch ein Mehrfamilienhaus in Riegelbauweise für weitere 21 Parteien im Osten des Klostergartens errichtet. In der Wohnanlage leben etwa 120 Menschen.